# الآثار العلوية
الآثار العلوية (باليونانية : Μετεωρολογικά، باللاتينية: Meteorologica أو Meteora) هي رسالة علمية لأرسطو. يناقش النص ما يعتقده أرسطو بأنه كل المؤثرات المشتركة بين الهواء والماء، وأنواع الأرض وأجزائها ومؤثرات أجزائها. ويتضمن روايات قديمة عن تبخر الماء، والزلازل، والظواهر الجوية الأخرى.
تعد الآثار العلوية لأرسطو أقدم رسالة علمية شاملة حول موضوع الأرصاد الجوية. كُتب في قرابة عام 340 قبل الميلاد، ويتكون من أربعة كتب؛ ثلاثة منها تتعلق بالأرصاد الجوية وواحدة بالكيمياء. كانت رسالة الآثار العلوية هي الأساس لجميع نصوص الأرصاد الجوية الحديثة في جميع أنحاء الحضارة الغربية حتى القرن السابع عشر على الرغم من أصولها القديمة.
طوال هذه الرسالة، يحدد أرسطو نظريتين:
1. الكون كروي
  1. يتكون اللب الداخلي للأرض من مدارات الأجرام السماوية
  2. الكون له منطقتان. المنطقة السماوية (المنطقة الواقعة بعد مدار القمر) والمنطقة الأرضية (نزعة القمر للدوران حول الأرض)
  3. ومن هذه النظرية حقق أرسطو التمييز بين ما كان مفهوما (علم الفلك) وبين اكتشافاته الجديدة (الأرصاد الجوية).
2. "نظرية العناصر الأربعة"
  1. وكانت المنطقة الأرضية مكونة من العناصر الأربعة: الماء، والتراب، والنار، والهواء
  2. رُتِّبت تلك العناصر في طبقات كروية، حيث تكون الأرض مركزها والقمر في أطراف الكرة
  3. وكانت في تبادل مستمر مع بعضها البعض، على سبيل المثال: تصطدم الحرارة الصادرة عن الشمس بالماء البارد، مما يؤدي إلى تكوين الهواء والضباب

لا تحتوي رسالة الآثار العلوية على نظريات الإغريق القدماء فحسب، بل هي تراكم لنتائج الشعراء والفلاسفة والمؤرخين وما إلى ذلك. في الواقع، العديد من الفرضيات مستمدة من المصريين، بما في ذلك شبسسكاف عنخ، وهو طبيب وكاهن. علاوة على ذلك، فإن معرفة أرسطو بالرياح تنبع من البابليين.
طوال رسالته، كان أرسطو منهجيًا ومتسقًا أثناء تقديم النتائج التي توصل إليها. أولا، يقدم الموضوع من خلال عرض نظريات العلماء الآخرين. ومن خلال دحض ادعاءاتهم أو دعمها، يشكل أرسطو تأكيداته الخاصة. استمد علماء مثل أناكساغوراس العديد من نظرياتهم على الاستدلالات، مستندين بقوة في اكتشافاتهم على الملاحظات بدلاً من الحقائق. وبالمقارنة، اقترب أرسطو من بحثه من خلال استخلاص استنتاجات استنباطية عند فحص نظرياته. أثناء صياغة فرضياته، وضع نظرياته مسبقًا بناءً على الظواهر الجوية المرصودة. وبدلاً من استخدام ملاحظات الأحوال الجوية لتطوير النتائج التي توصل إليها، قام بتفسير هذه الملاحظات لدعم فرضياته.
ترجم العالم الأنطاكي يحيى بن البطريق هذه الرسالة إلى العربية في نحو 800 ميلادي، تم تداوله على نطاق واسع بين علماء المسلمين على مدى القرون التالية. وقد ترجمها جيراردو الكريموني إلى اللاتينية في القرن الثاني عشر ــ وبهذه الوسيلة، خلال عصر النهضة في القرن الثاني عشر، دخلت عالم المدرسية القروسطية لأوروبا الغربية. عُوّضت "الترجمة القديمة" لجيراردو (vetus translatio) بنص محسّن بقلم وليم الموربيكي، وهو الترجمة الجديدة (nova translatio)، والذي قُرئ على نطاق واسع، حيث بقي في العديد من المخطوطات؛ لقد تلقت تعليقًا من توما الأكويني وكانت تُطبع غالبًا خلال عصر النهضة.